# Wouter
Wouter (Utrecht, ca 1480 – Strasburgo, XVI secolo) è stato un monaco cristiano olandese.

## Biografia
Wouter, frate domenicano del quale è noto il solo nome, nel 1510 predicò a Utrecht contro le tradizionali pratiche religiose, ma ritrattò presto i suoi assunti. Nel 1517 riprese le critiche che gli valsero l'appellativo di «monaco luterano» ed egli, deposto l'abito ecclesiastico, predicò per tutta l'Olanda quello che presentava come il vero vangelo. A Delft, dove visse dal 1520, si fece molti seguaci, tra i quali Cornelis Hoen, Johannes Sartorius, Jan de Bakker, Frederik Hondebeeke, David Joris e Willem Gnapheus, che sono con lui i precursori del sacramentismo spirituale zwingliano e anabattista.
Wouter, da non confondere con l'umanista Wouter Deelen, sostenne la teoria luterana della salvezza ottenuta per sola fede e la critica delle indulgenze: se la remissione dei peccati potesse essere ottenuta col denaro, osservava, «Dio non avrebbe mandato il proprio figlio nella carne a espiare i nostri peccati col sangue e con la morte nella croce». Per sfuggire alle persecuzioni, nel 1528 Wouter fu costretto a rifugiarsi a Strasburgo, dove visse fino alla morte.